# Peter Haining
Peter Moir Haining (Dumbarton, 4 de abril de 1962) es un deportista británico que compitió en remo. Ganó siete medallas en el Campeonato Mundial de Remo entre los años 1986 y 2000.

## Palmarés internacional
| Campeonato Mundial | Campeonato Mundial            | Campeonato Mundial | Campeonato Mundial        |
| Año                | Lugar                         | Medalla            | Prueba                    |
| ------------------ | ----------------------------- | ------------------ | ------------------------- |
| 1986               | Nottingham (Reino Unido)      | Medalla de plata   | Cuatro sin timonel ligero |
| 1987               | Copenhague (Dinamarca)        | Medalla de plata   | Cuatro sin timonel ligero |
| 1990               | Tasmania (Australia)          | Medalla de bronce  | Ocho con timonel ligero   |
| 1993               | Račice (República Checa)      | Medalla de oro     | Scull individual ligero   |
| 1994               | Indianápolis (Estados Unidos) | Medalla de oro     | Scull individual ligero   |
| 1995               | Tampere (Finlandia)           | Medalla de oro     | Scull individual ligero   |
| 2000               | Zagreb (Croacia)              | Medalla de plata   | Dos sin timonel ligero    |